# Misterio en el espacio: la película
Misterio en el Espacio: La Película (título original en inglés: Mystery Science Theater 3000: The Movie) es una película estadounidense de 1996 basada en la serie Mystery Science Theater 3000 (Misterio en el Espacio) de Joel Hodgson. La película trata sobre un hombre y tres robots, y tiene como objeto de burla la película This Island Earth.

## Argumento
El Dr. Clayton Forrester quiere gobernar el mundo enloqueciendo a la humanidad con el visionado de una película cuanto más mala mejor. Sus conejillos de indias son Mike Nelson y dos robots, Crow y Tom. Además hay otro robot llamado Gypsy ("gitano"), pero este no ve las películas con ellos. Todos están atrapados a bordo de una nave espacial que orbita la Tierra, y esta vez tienen que ver la película This Earth Island.

## Reparto
- Mike Nelson: Michael J. Nelson
- Tom Servo: Kevin Murphy
- Crow T. Robot/Dr. Clayton Forrester: Trace Beaulieu
- Gypsy: Jim Mallon
- Benkitnorf: John Brady

## Producción
En 1994, se estaba negociando un acuerdo de distribución con Paramount Pictures, pero fracasó cuando el estudio quiso explorar las historias de fondo de los personajes en lugar de interrumpir las películas. Los ejecutivos del estudio Universal asistieron a la serie "ConventioCon ExpoFest-O-Rama" en 1994, donde el elenco interpretó un riff en vivo en This Island Earth, una producción de Universal. Universal Pictures acordó distribuir la película a través de Gramercy Pictures. La película se rodó fuera de la sede corporativa y el estudio de Best Brains en Eden Prairie, Minnesota, en Energy Park Studios en St. Paul.

### Escenas eliminadas
- Al comienzo de la película, originalmente se planeó [3] tener una nueva versión del "MST3K Love Theme" de Dave Alvin, pero la canción se redujo a una versión instrumental en los créditos finales.
- Para recortar la duración de la película, Gramercy ordenó que se cortara uno de los segmentos del presentador. En esta escena, Mike y los robots se esconden en el refugio contra tormentas del barco para evitar una lluvia de meteoritos. La lluvia de meteoritos amenaza con dañar el suministro de oxígeno de la nave, y Crow, Servo y Gypsy se apresuran a salvar la vida de Mike.[4]
- El final también fue cambiado: originalmente, los momentos finales de la película mostraban a Mike y los robots vengándose de Forrester conectando el interocitor de Servo a la transmisión de video desde la pantalla Hexfield View y enviando un mutante Metalunan (interpretado por el utilero y maestro de herramientas de MST3K, Jef Maynard). para estrangular al científico loco. Al final, Crow regresa al sótano para planear otro intento de fuga, esta vez armado con la motosierra que encontró en la habitación de Servo al principio de la película.[4]
- El nuevo tema musical, la escena de corte y el final alternativo se mostraron en el "Mystery Science Theatre 3000 ConventioCon ExpoFest-O-Rama 2: Electric Bugaloo" de 1996,[5]  pero no se incluyeron en los comunicados de prensa domésticos hasta Shout! Edición de coleccionista de fábrica.